# Dreifaltigkeitskapelle (Laub)

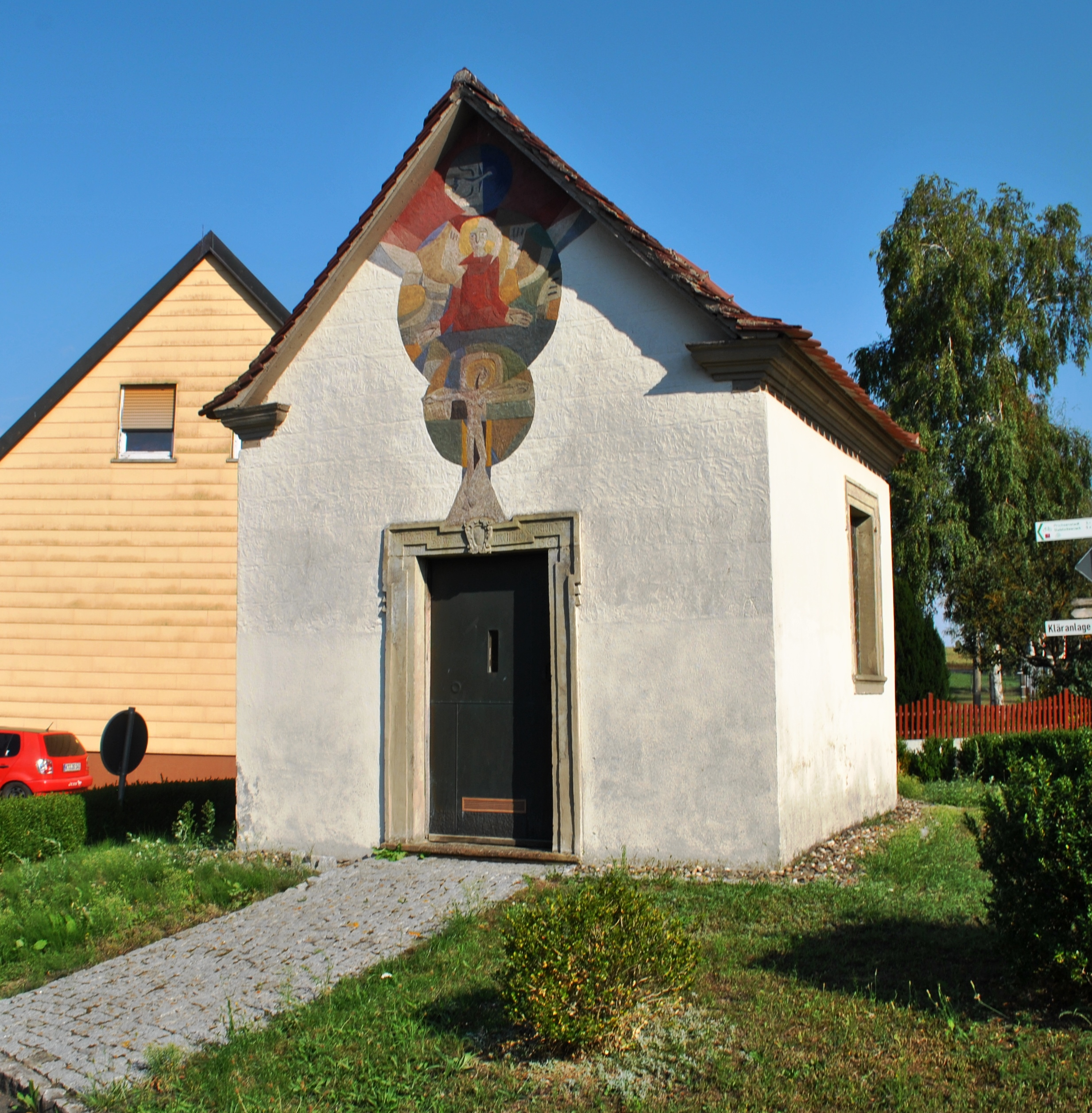
Die Kapelle in Laub

Die Dreifaltigkeitskapelle im unterfränkischen Laub ist ein kleines Gotteshaus am Ortsausgang des kleinen Dorfes. Sie wurde an der Straße Richtung Prichsenstadt errichtet und ist heute Teil des Dekanats Kitzingen.

## Geschichte
Die Kapelle wurde im 18. Jahrhundert errichtet. Eine Inschrift, die über dem Portal angebracht wurde, besagt: „Zu Ehren Der H•G• Dreijfaltig- tigkeit ist dise Kappelen gebaut / 17-36“. In einer Kartusche, zentral in der Portalrahmung eingelassen ist der Name des Stifters zu finden. Der Name ist allerdings unleserlich. Eine umfassende Innenrenovierung wurde im Jahr 1975 vorgenommen. Die Kapelle wird vom Bayerischen Landesamt für Denkmalpflege als Baudenkmal geführt.

## Architektur und Ausstattung
Die Kapelle ist rechteckig angelegt. Sie wurde als Saalbau errichtet und schließt mit einem polygonalen Chorabschluss ab. Die Kapelle ist geostet, ein Satteldach läuft in Richtung Chor als Walmdach aus. Außen, oberhalb des Portals, brachte man im 20. Jahrhundert ein Gemälde der heiligsten Dreifaltigkeit an. Es wurde von Willi Götz aus Rimbach gemalt. Innen ist ein zweisäuliger Altar zu finden, der zur Zeit der Erbauung in das Gotteshaus kam. Ebenso sind innen Gedenktafeln für die Gefallenen der Weltkriege aufgehängt.